# Edison Brito Garcia
Edison Britto Garcia (Cáceres, 14 de novembro de 1928 — São Paulo, 30 de janeiro de 1987) foi um advogado e político brasileiro, outrora deputado federal por Mato Grosso.

## Biografia
Filho de Antônio Alves Garcia e Almira Brito Garcia. Advogado formado na Universidade de São Paulo, filiou-se à UDN e foi secretário-geral do diretório estadual do partido. Eleito deputado estadual em 1958, foi nomeado para o secretariado do governador Fernando Correia da Costa em 1961 e elegeu-se deputado federal em 1962. Quando o Regime Militar de 1964 impôs o bipartidarismo através do Ato Institucional Número Dois no ano seguinte, Edison Garcia preferiu ingressar no MDB e foi candidato a reeleição em 1966 quando ficou na segunda suplência e só não foi efetivado por proibição do Ato Institucional Número Cinco.
Em 1968 passou a morar em Brasília trabalhando na iniciativa privada até ser nomeado presidente da Companhia de Habitação de Mato Grosso do Sul pelo governador Pedro Pedrossian em 1980. Candidato a deputado federal via PDS em 1982, alcançou a primeira suplência e foi convocado quando Levy Dias pediu licença do mandato para disputar, sem sucesso, a prefeitura de Campo Grande em 1985. Antes representou Mato Grosso do Sul junto à Superintendência de Desenvolvimento do Centro-Oeste (SUDECO). Fora da vida partidária dividiu-se entre a advocacia e foi conselheiro da Eletrosul.
Seu tio, Filadelfo Garcia, foi eleito deputado federal por Mato Grosso em 1950, 1954, 1958 e 1962.